# Кирил Маджаров
Кирил Николов Маджаров е български писател, обществен деец, комунист и антифашист. Участник в Съпротивителното движение по време на Втората световна война.

## Биография
Кирил Маджаров е роден през 1914 година в пашмаклийското село Устово. Представител на фамилията Маджарови – потомствени занаятчии златари и видни общественици, оставили трайна диря в новата стопанска и културна история на Средните Родопи. Завършва прогимназия в Устово, а гимназия – в Райково. За дейността си на активен ремсист е преследван и напуска гимназията. Завършва като частен ученик, а след това работи в Устовската популярна банка. През 1936 г. е приет да учи право в Софийския университет и за да се издържа, работи като линотипер в печатница.
Първите му стихотворения се появяват във вестник „Родопска мисъл“ през 1934 г. Сътрудничи със стихове и проза във вестниците „Жупел“, „РЛФ“, „Час“, „Академик“, „Красногор“, „Горчив смях“, Хоро“, „Хоровод“, „Арденска дума“ и др. Уредник на в. „Родопска мисъл“ заедно с Анастас Примовски и Николай Перич. Използва за хумористичните си работи псевдонимите Бодил, Осин, Николин, а за статиите си – Звезделин Николов.
Участва в политическите борби на БКП в Родопския край и в акциите на революционното студентство. Като стажант-адвокат продължава да работи в печатницата, а живее в село Казичене. През 1942 г. във военен чиновник в град Ксанти. Скоро е уволнен за контакти с гръцките комунисти. След завръщането си в родината работи в „Храноизнос“.
По време на Втората световна война, през март 1942 г., е мобилизиран отначало в Крумовград, а после в българския окупационния корпус в град Чачак, Сърбия. Бяга и се присъединява към югославските партизани на 14 август 1944 г., същата вечер е убит от вражеска мина в сражение при атаката на град Куршумлия, едва на 30 г.
На неговото име е учредена национална награда за поезия.

## Книги
- „Избрани произведения“ (1951), „За живота. Писатели, загинали в борбата срещу фашизма“ (1957) и др. В по-ново време са издадени „Избрани произведения“ (2000), „Стихотворения“ (2004); „Кирил Маджаров, Тончо Стаевски, Христо Козлев, Стефан Йовчев: Стихотворения“ (2010).